# Liolaemus avilai
Espèce
Statut de conservation UICN

 LC  : Préoccupation mineure
Liolaemus avilai est une espèce de sauriens de la famille des Liolaemidae.

## Répartition
Cette espèce est endémique de la province de Santa Cruz en Argentine. On la trouve entre 1 000 et 1 400 m d'altitude.

## Description
L'holotype de Liolaemus avilai, un adulte mâle, mesure 136 mm dont 77 mm pour la queue. Cette espèce a la face dorsale gris foncé devenant plus clair sur ses flancs et présente des motifs quadrangulaires brun sombre. Sa face ventrale est grise avec une réticulation sombre particulièrement marquée au niveau de la gorge et du menton.

## Étymologie
Cette espèce est nommée en l'honneur de Luciano Javier Ávila.

## Publication originale
- Breitman, Parra, Fulvio-Pérez & Sites, 2011 : Two new species of lizards from the Liolaemus lineomaculatus section (Squamata: Iguania: Liolaemidae) from southern Patagonia. Zootaxa, no 3120, p. 1–28 (texte intégral).